# Église San Pietro in Vinculis (Naples)

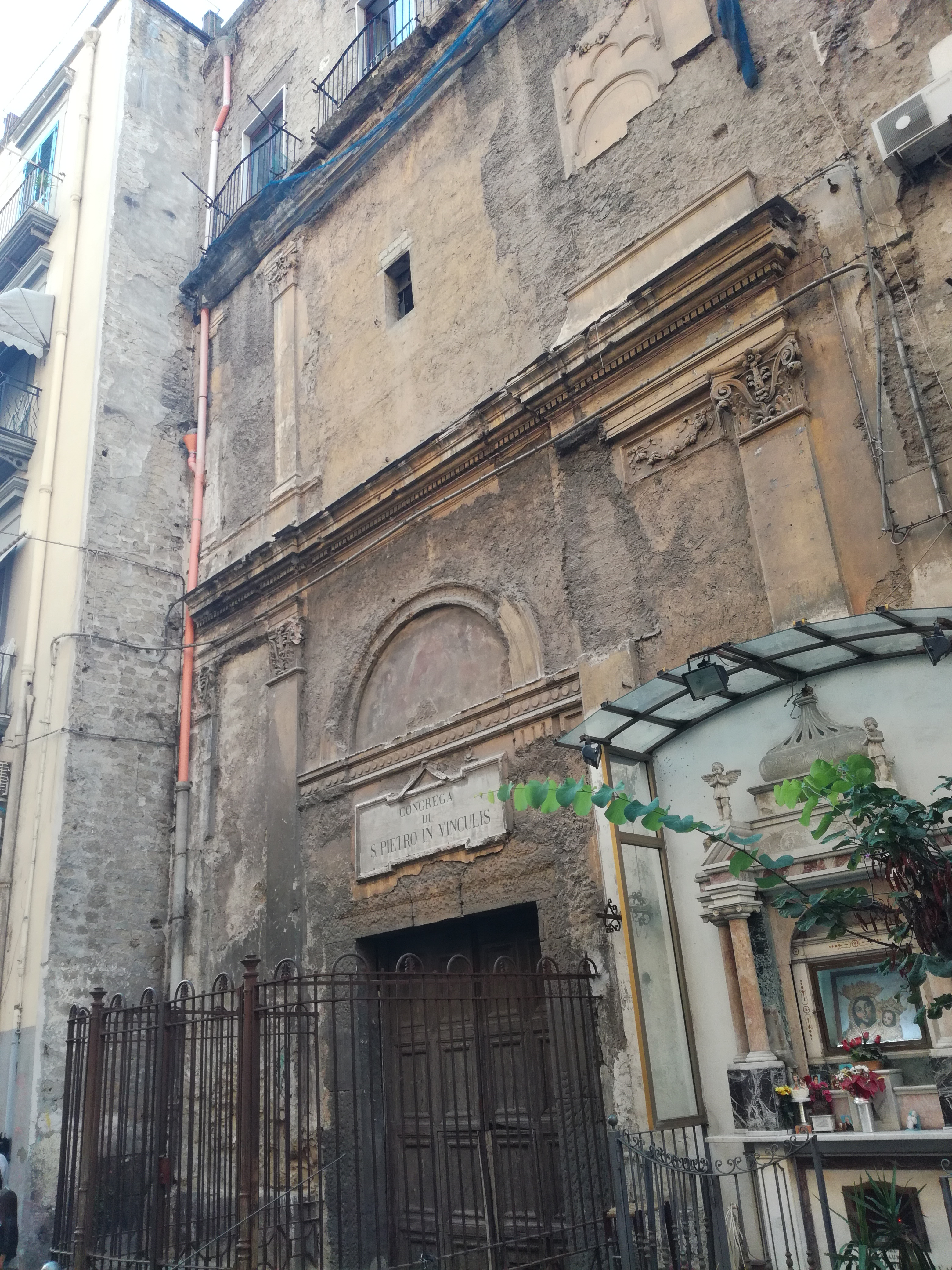
La façade de l'église en 2015.

L'église San Pietro in Vinculis est une ancienne église du centre historique de Naples, aujourd'hui désaffectée. Elle se trouve via Sedile di Porto, près de la via Mezzocannone.

## Histoire
L'église est bâtie au XVe siècle par l'architecte Angelo Aniello Fiore (it) et consacrée à saint Pierre. Elle est remaniée et agrandie au XVIe siècle selon la volonté du professeur Giovanni Lucio Scoppa qui institue dans le bâtiment annexe une école de grammaire (c'est-à-dire une école pour adolescents), pour des garçons de familles pauvres. Ensuite l'église est restaurée en 1674, comme le montre une plaque lapidaire derrière le maître-autel.

## Description
L'église était caractérisée autrefois par sa décoration intérieure de stucs, ses nombreuses œuvres d'art et ses autels de marbre. La coupole était recouverte de fresques de Giuseppe Fattorusso et la voûte, d'une fresque représentant Saint Pierre et saint Asprenus par un élève de Francesco Solimena.
Les tableaux et autres œuvres d'art ont été volés, perdus ou dispersés ailleurs. L'église étant fermée depuis des décennies, il est possible que les fresques aient disparu à cause de l'incurie, comme celle au-dessus du portail qui n'est presque plus visible, ou celles de la lunette.
Une partie de l'édifice est occupé par des logements privés.

## Source de la traduction
- (it) Cet article est partiellement ou en totalité issu de l’article de Wikipédia en italien intitulé « Chiesa di San Pietro in Vinculis » (voir la liste des auteurs).